# Вода (молекул)
Вода има молекулску формулу 2O, дакле, један молекул воде састоји се од два водоникова атома и једног атома кисеоника. Исто може бити описана јонски као HOH, са водониковим јоном (H+) везаним за хидроксилни јон (OH-). При нормалним условима код воде се течна и гасна фаза налазе у динамичкој равнотежи.
На собној температури вода је течност скоро безбојна, без укуса и мириса. У науци се често каже да је вода универзални растварач и једина је супстанца која се у природи налази чиста у сва три агрегатна стања.

## Облици постојања воде
Вода постоји у многим облицима - у чврстом стању позната је као лед који може имати неколико кристалних облика а ултра брзо хлађена вода може да пређе у аморфно стање. У гасном стању вода је позната као водена пара. Течна фаза се као и само једињење назива вода.
Изнад критичне температуре (647  и 22,064 ), вода се налази у суперкритичним условима када молекули воде образују гроздове који се понашају као течна фаза а који лебде у парној фази.
Тешка вода је вода у којој је атом водоника искључиво заступљен као изотоп деутеријум. По хемијским и физичким особинама је скоро идентична `обичној` води. Најпознатија примена тешке воде је као успоривач неутрона у нуклеарним реакторима.

## Свеприсутна супстанца

### Вода у свемиру
Вода је пронађена у међузвезданим облацима у нашој галаксији, Млечном путу. Верује се да воде има у знатним количинама и у осталим галаксијама јер су њени састојци водоник и кисеоник међу најраспрострањенијим елементима у свемиру.
Међузвездани облаци временом могу да се кондензују у сунчеве небуле и сунчеве системе попут нашег. Вода може да се нађе у кометама, планетама, и њиховим природним сателитима. У нашем сунчевом систему вода, у облику леда, је пронађена:
- на Месецу,
- на планетама Меркуру, Марсу, Нептуну, и Плутону,
- на планетарним сателитима, као што су Тритон и Европа.

Вода у течном облику позната је само на Земљи мада постоје прилично јаки докази да течности има испод површине Сатурновог месеца Енцеладу.

### Вода на Земљи
Водени циклус, или хидролошки циклус односи се на непрекидну размену воде у хидросфери, између атмосфере, воде из тла, површинских вода, земних вода и биљака.
Приближна запремина све воде на Земљи је 1.360.000.000 km³. Од тога:
- 1.320.000.000 km³ или 97,2%, је вода у морима и океанима
- 25.000.000 km³ или 1,8% је у глечерима или у поларном леду.
- 13.000.000 km³ или 0,9% су земне воде.
- 250.000 km³ или 0,02% отпада на слатководну масу (језера, реке...).
- 13.000 km³ или 0,001% налази се у атмосфери у облику водене паре.

Течна вода се налази у воденим масама као што су океани, мора, језера, река, потока, канала или бара. Највећи део воде на Земљи је у облику морске воде. Вода је присутна и у атмосфери у течном стању и у облику паре. Такође је постоји у облику подземних вода.
Мада под нормалним условима кључа на 100 °C, у природи постоје услови при којима вода кључа на 400 °C (вода прегрејана вулканском активношћу у великим океанским дубинама) или на једва 70 °C (на врху Монт Евереста).

### Вода у индустрији
Вода се, осим као хемијски растварач, користи у многим индустријским поступцима и машинама, као што су парне турбине и измењивачи топлоте. Испуштање непречишћене воде из индустријских постројења представља загађење. Загађење може бити хемијско (у води су остаци хемијског загађивача) или топлотно (вода реке је прегрејана и угрожава живи свет у њој). Индустрија захтева релативно чисту воду за своје процесе и стога користи разне методе и технике пречишћавања како код снабдевања тако и код испуштања воде.

## Физичка хемијаводе

### Густина воде и леда
Нормално, што се најчешће и опажа, густина неке супстанце у чврстом агрегатном стању је веће од њене густине у течном. Стога комад такве чврсте супстанце тоне у сопственој течној фази. (На тачки топљења, или тачки мржњења, течна и чврста фаза су у равнотежи па је тај оглед заиста и могућ.) Међутим, насупрот томе, код воде, чврста фаза (лед) уместо да тоне, плива на површини своје течне фазе. Дакле, густина леда је мања од густине течне воде. Ова 'аномалија' воде је од изванредног значаја. Хлађењем од собне температуре густина воде расте (запремина опада) како се очекује и опажа код већине супстанција. Међутим, на + 4 °C, дакле, мало изнад тачке мржњења, густина воде достиже максимум. Даљим хлађењем од 4 °C до тачке мржњења густина опет почиње да опада. Овакво понашање воде повезано је са кристалном структуром обичног леда који је познат као лед Ih. (Вода има неколико различитих чврстих фаза од којих неке имају густину већу од течности, рецимо аморфне фазе воде.) Дакле, помало је чудно што је густина обичног леда мања од густине воде али све постаје јасно када се узму у обзир особине водоничне везе.
| Зависност густине воде од температуре                         | Зависност густине воде од температуре |
|                                                               | густина (3)                           |
| ------------------------------------------------------------- | ------------------------------------- |
| 30                                                            | 0,9957                                |
| 20                                                            | 0,9982                                |
| 10                                                            | 0,9997                                |
| 0                                                             | 0,9998                                |
| -10                                                           | 0,9982                                |
| -20                                                           | 0,9935                                |
| -30                                                           | 0,983                                 |
| Вредности испод 0 ºC односе се на прехлађену воду (не на лед). |                                       |

Водонична веза је слична хемијским у смислу да постоји преференцијални правац дуж којег делују, дакле постоји преференцијална геометрија, али је знатно слабија од хемијских те може лако да је раскине топлотно кретање и на температурама блиским собној. Водоничне везе постоје и у чврстом и у течном стању али су у течном делом порушене. У течном стању услед топлотног кретања водоничне везе се непрекидно граде и разграђују. У чврстом стању молекул воде образује две водоничне везе које са хемијским везама образују тетраедар у чијем је центру атом кисеоника. У течној фази такви се тетраедри образују и руше што за последицу има да атоми кисеоника могу да буду мало ближе један другоме него у правилној кристалној решетки. Дакле, вода се шири при мржњењу зато што се приликом образовања кристалне решетке атоми кисеоника удаљавају једни од других у настојању да образују правилне тетраедре.
Није претеривање ако се каже да цео живот на Земљи почива на овој особини. На пример, када би густина леда била већа од густине течности тада би лед настао током зиме врло лако остао очуван на дну јер топла вода би, због мање густине остала на површини и лед би се врло споро топио. Дакле, не би било природног мешања воде због којег се на дну, уместо леда, скупља вода са температуром од + 4 °C. Другим речима, стајаће воде би се мрзнуле од дна ка врху и у њима не би могло да буде вишегодишњих живих бића. Вода (и лед) су добри топлотни изолатори и први слојеви леда на површини водених маса успоравају мржњење доњих слојева јер се, због мање густине, не мешају са њима.
Дакле, укупан ефекат је да се, због постојања водоничних, веза у природном окружењу хладна вода конвекцијом спушта на дно водене масе док се не постигне равнотежа при којој је температура на дну + 4 °C. Вода и хладнија и топлија од 4 °C биће потиснута на површину. Последица тога је да је при јакој зими вода на површини, без обзира на замрзавање хладнија него на дну што веома успорава замрзавање по целој запремини, које се одвија од врха ка дну.

### Тројна тачка
На тројној тачки у равнотежи се налазе све три фазе, чврста, течна и гасовита. Она се постиже на комбинацији притиска и температуре јединственој за сваку супстанцију (стабилну под тим условима) па је згодна за калибрацију температурске скале. Тројну тачку воде је лако репродуковати па се она узима за калибрацију температурске скале. По конвенцији, тројна тачка воде је на 273,16 K (0,01 °C) и на притиску од 611,73 Pa. То је релативно низак притисак, приближно 1/166 од нормалног барометарског притиска на морском нивоу (101.325 Pa). То је притисак засићене водене паре (напон паре) на датој температури и сличан је ономе на Марсу.

### Површински напон
Водене капљице су стабилне захваљујући високом површинском напону који је, опет последица водоничних веза. И ова особина је од изванредне важности за живот јер је део основног механизма којим биљке успевају да сачувају воду и којим се вода преноси од корена ка врху биљке.

### Електричне особине
Чиста вода је заправо одличан изолатор, односно слаб проводник, дакле, врло слабо проводи електричну струју. Међутим, пошто је изванредан растварач у води увек има трагова растворка најчешће соли. И најмања количина таквих примеса воду чини проводном јер те соли дисосују на слободне јоне који својим кретањем проводе електричну струју.
Вода може да се разложи на саставне елементе, кисеоник и водоник, пропуштањем струје кроз њу. Тај се процес назива електролиза. Молекули воде природно дисосују на јоне H+ и -. Када се затвори струјно коло негативна електрода (катода) привлачи H+ јоне који се на катоди неутралишу примајући по један електрон и који се рекомбинују у молекуле водоника, 2. У исто време позитивна анода привлачи - јоне који јој предају по један електрон и на њој се рекомбинују у воду и гасовити кисеоник, O2. Гасови, производи електролизе излазе на површину у облику мехурића где се могу посебно сакупити.
Познато је да је максимални специфични отпор воде приближно 182 kΩ·m (или 18,2 MΩ·cm) на 25  °C што се добро слаже са експерименталним вредностима за ултрачисту воду коај се користи у лабораторији или индустрији полупроводника. Примесе на нивоу од чак 100 делова на милијарду могу бити детектоване на основу пораста електричне проводљивости (пада отпорности) воде.

### Диполна природа воде
Важна особина воде је поларност, дакле, диполна природа молекула. Молекул воде (видети схему) је угаоног облика где се атоми водоника налазе под углом од 104 степени мерено из центра атома кисеоника. Пошто је кисеоник електронегативнији од водоника, с кисеоничне стране молекул је мало негативнији него с водоничне што доводи до стварања електричног дипола. Дакле молекул воде је с једне стране мало негативан а са друге мало позитиван (при чему је молекул као целина неутралан) па та мала наелектрисања међу суседним молекулима делују једна на друге. Супротна наелектрисања се привлаче а истоимена одбијају што доводи до додатних интеракција међу молекулима воде и међу другим поларним молекулима. Посебно је карактеристична привлачна сила у којој учествује водоник из поларних молекула. Она се назива водонична веза и може да објасни бројне физичкохемијске особине воде.

### Вода као растварач
Захваљујући својој поларности вода је такође одличан растварач. Када се јонска или поларна једињења нађу у води, поларни молекули воде се групишу око честице, јона или молекула, и тако неутралишу сопствено наелектрисање јона или молекула. Тај процес 'ројења' молекула растварача око растворка назива се солватација а када је у питању вода хидратација. Хидратисани јони и молекули због неутрализације првобитног наелектрисања више не привлаче једни друге као пре те се откидају од кристала (или чисте течне фазе) и одлазе у водени раствор. Пошто је молекул воде релативно мали један молекул растворка окружује огроман број молекула воде стварајући око њега хидратациону сферу.
У води је растворна већина супстанци које могу да дисосују попут база, киселина и соли, затим поларна органска једињења попут алкохола, алдехида и кетона. Међутим, у води су нерастворна органска једињења која имају велике неполарне групе попут масти и уља. Неполарни молекули се не мешају са водом зато што је за молекуле воде енергијски много повољније да образују водоничне везе међусобно него да се мешају са неполарним групама са којим могу да образују само релативно слабе Ван дер Валсове силе.

### Амфотерна природа воде
Хемијски, вода је амфотерна, дакле, има особине и киселине и базе. При pH 7 (у неутралној средини) концентрација хидроксилних јона (OH-) једнака је концентрацији хидронијум јона (или водоничних (H+)) јона. Ако се та равнотежа поремети, раствор постаје кисео (када порасте концентрација хидронијум јона) или базан (када порасте концентрација хидроксилних јона).
У хемијским реакцијама вода може да делује и као киселина и као база. Према Бронстедовој теорији, киселина је врста која у хемијској реакцији одаје протон (H+ јон) а база је група која прима протон. Када реагује са јачом киселином, вода се понаша као база а када реагује са јачом базом, понаша се као киселина. На пример, од хлороводоничне киселине, вода прима протон:
Овде, примајући протон, вода делује као база.
У реакцији са амонијаком, NH3, вода одаје H+ јон, дакле, делује као киселина:

### Водонично везивање у води
Молекул воде може да образује највише четири водоничне везе јер је донор два и акцептор два водоника. Друга једињења попут хлороводоника, амонијака, метанола такође образују водоничне везе али не показују аномалне особине попут молекула воде. Решење ове загонетке лежи у чињеници да само вода образује мрежу водоничних веза док су у другим молекулима, било због немогућности да се прими-преда више водоникових атома или због стерних сметњи, те везе ограничене на молекулске парове или мање молекулске гроздове.

## Систематски називи
Вода, једноставно бинарно једињење могло би се звати водоник оксид. То би било најједноставније име, и најбоље. Понекад се, што је компликовано без потребе, назива и „водоник хидроксид“. У ствари, Међународна унија за чисту и примењену хемију препоручује коришћење тривијалног имена „вода“. Дакле, исправно име воде је „вода“.